# Banjo-Tooie
Banjo-Tooie – konsolowa gra platformowa wyprodukowana przez Rare i wydana w 2000 roku przez Nintendo. Jest to kontynuacja gry Banjo-Kazooie.